# Suicide Kings
Pour plus de détails, voir Fiche technique et Distribution.
Suicide Kings ou Les Rois du kidnapping au Québec est un film américain réalisé par Peter O'Fallon et sorti en 1997. Adapté d'une nouvelle de Don Stanford intitulée The Hostage, il met en scène Christopher Walken dans le rôle principal.

## Synopsis
Quatre jeunes gens de bonne famille, Brett, Max, Avery et T. K., mettent au point un plan pour enlever Charlie Barret, un ancien parrain de la mafia. Après avoir réussi tant bien que mal le kidnapping, ils l'emmènent chez un cinquième ami, David, qui n'était pas informé du projet de ses amis. Ils expliquent ensuite à Charlie (anciennement connu sous le nom de Carlo Bartolucci) qu'Elise, la sœur d'Avery et petite amie de Max, a été enlevée et qu'il est le seul à pouvoir verser la rançon de 2 000 000 $ tout en ayant les moyens nécessaires pour la récupérer par la suite. De plus, pour lui prouver qu'ils ne plaisantent pas, ils lui montrent son petit doigt qu'ils lui ont coupé pendant qu'il était inconscient.
Après être entré dans une rage folle, Charlie accepte de coopérer alors que, pendant ce temps, son garde du corps, Lono, mène son enquête pour le retrouver. Charlie prévient son avocat, qui se met à chercher les kidnappeurs d'Elise, et découvre qu'il y a un traitre parmi les quatre amis. Charlie sème alors petit à petit le doute dans l'esprit des jeunes gens avec cette information et les monte les uns contre les autres. Avery finit par avouer que, criblé de dettes chez un bookmaker, il a été contacté par deux malfrats qui ont racheté sa dette et organisé l'enlèvement de sa sœur pour être remboursés. Mais ils ont ensuite fixé une rançon bien supérieure à ce qui était prévu. Juste après cet aveu, Lono finit par arriver jusqu'à la résidence de David et libère Charlie. Les jeunes gens s'en tirent avec une mise en garde alors que l'argent est envoyé aux deux malfrats.
Mais Avery apprend que sa sœur n'est pas à l'hôpital où les malfrats sont supposés l'avoir laissé. Charlie et Lono retrouvent ces derniers et les abattent mais ne retrouvent que la moitié de la rançon. Ils comprennent que Max et Elise étaient en fait de mèche avec les deux gangsters et se sont enfuis avec l'autre moitié. Lors de l'épilogue, situé quelque temps plus tard, Charlie et Lono retrouvent Max et Elise à bord d'un yacht au large d'une île tropicale. Charlie récupère ce qui reste de son argent, et dit à Max et Elise qu'on ne trahit pas ses amis ; Lono abat ensuite le jeune couple.

## Fiche technique
Sauf indication contraire, les informations mentionnées dans cette section peuvent être confirmées par la base de données cinématographiques IMDb,  présente dans la section « Liens externes ».
- Titre français et original : Suicide Kings
- Titre québécois : Les Rois du kidnapping
- Réalisation : Peter O'Fallon
- Scénario : Josh McKinney, Gina Goldman et Wayne Rice, d'après la nouvelle The Hostage de Don Stanford
- Musique : Graeme Revell
- Photographie : Christopher Baffa
- Montage : Chris Peppe
- Décors : Clark Hunter
- Costumes : Genevieve Tyrrell
- Production : Morrie Eisenman et Wayne Rice
- Sociétés de production : Live Entertainment, Dinamo Entertainment et Eyes 'n Rice ; avec la participation de Live Film et Mediaworks
- Société de distribution : Live Entertainment (États-Unis)
- Budget : 5 000 000 $
- Pays de production :  États-Unis
- Langue originale : anglais
- Format : couleurs - 1,85:1 - Dolby - 35 mm
- Genre : Comédie noire, thriller et film de gangsters
- Durée : 106 minutes
- Dates de sortie : 
  - Canada : 6 septembre 1997 (Festival international du film de Toronto)
  - États-Unis : 17 avril 1998
  - France : 17 mars 1999

## Distribution
- Christopher Walken (VF : Michel Papineschi ; VQ : Éric Gaudry) : Charlie Barret / Carlo Bartolucci
- Denis Leary (VF : Éric Herson-Macarel ; VQ : Benoît Rousseau) : Lono Veccio
- Nina Siemaszko (VF : Ninou Fratellini) : Jennifer
- Henry Thomas (VF : Bernard Gabay ; VQ : Pierre Auger) : Avery Chasten
- Sean Patrick Flanery (VF : Gérard Darier ; VQ : Benoit Éthier) : Max Minot
- Jay Mohr (VF : Luc Boulad ; VQ : François Godin) : Brett Campbell
- Jeremy Sisto (VF : Emmanuel Curtil ; VQ : Daniel Picard) : T. K.
- Frank Medrano (VF : Michel Mella ; VQ : Jacques Brouillet) : Heckle
- Brad Garrett (VF : Jean-Jacques Nervest ; VQ : Hubert Gagnon) : Jeckle
- Cliff DeYoung (VF : Régis Lang ; VQ : Jean-Luc Montminy) : Marty
- Johnny Galecki (VF : Patrick Mancini, VQ : Joël Legendre) : Ira (David en VF) Reder
- Louis Lombardi (VF : Jacques Bouanich ; VQ : Manuel Tadros) : Mickey
- Laura Harris (VF : Odile Cohen) : Elise Chasten
- Laura San Giacomo (VF : Anne Canovas) : Lydia
- Sean Whalen : Widowmaker (Veuve Noire en VF)

Source et légende : version française (VF) sur RS Doublage et Nouveau Forum Doublage Francophone ; version québécoise (VQ) sur doublage.qc.ca

## Production
Le tournage a lieu en janvier et février 1997. Il se déroule en Californie (Industry, Long Beach, île Santa Catalina), notamment à Los Angeles (Fire Station 23, Downtown, Ebell of Los Angeles (en), Linda Vista Hospital...). Plusieurs fins ont été tournées. Celle de la version finale est celle ayant eu les meilleurs résultats lors des projections test. Les autres versions sont présentes sur le DVD du film.

## Sortie et accueil
Il a été accueilli de façon mitigée par la critique, recueillant 34 % de critiques positives, avec une note moyenne de 5,4⁄10 et sur la base de 29 critiques collectées, sur le site internet Rotten Tomatoes. Sur le site Metacritic, il obtient un score de 43⁄100, sur la base de 15 critiques collectées. En France, le film obtient une note moyenne de 2,4⁄5 sur le site AlloCiné, qui recense 12 titres de presse.
Le film est un échec commercial à sa sortie au cinéma, ne rapportant que 1 740 156 $ au box-office américain. En France, il a réalisé 41 000 entrées.